# شولتسه هولتوس
برنهارد شولتسه هولتوس (به آلمانی: Bernhardt Schulze-Holthus) معروف به شولتس، جاسوس آلمانی که در دوران جنگ جهانی دوم، مدتی را در ایران و عمدتاً در ایل قشقایی سپری کرد.
وی خاطراتش را از این دوران منتشر نموده‌است. ترجمه فارسی کتاب خاطرات او، با نام سپیده دم در ایران به کوشش مهرداد اهری ترجمه شده است.

## شولتس در ایران
«برنهارد شولتسه هولتوس»، معاون اداره یکم سازمان جاسوسی و ضد جاسوسی آلمان نازی بود. وی در زمان جنگ جهانی دوم، جاسوس آلمان‌ها در ایران بود. شولتس در سال ۱۹۴۱ در پی انعقاد صلح میان آلمان و شوروی، به همراه همسرش با سمتی پوششی به منظور شناسایی منطقه قفقاز از طریق اروپا، روسیه، باکو و بندرانزلی به ایران آمد و در تبریز مستقر شد.
او با استفاده از عوامل آلمانی و آلمانوفیل و گسترش شبکه خبرچینی، توانست اطلاعات بسیار مهمی برای آلمان تهیه کند. با اشغال ایران توسط متفقین ناگزیر از منطقه آذربایجان به تهران فرار کرد و در پی آن، بر آن شد فعالیتش را در افغانستان ادامه دهد اما در بیرجند دستگیر و مجدداً به تهران بازگردانده شد. با این همه، پس از چندی فرار کرد و سرانجام به قلمرو ایل قشقایی و بویراحمدی رفت و در آن جا به کمک آلمانی‌های دیگر مانند مایر، فعالیت‌های جاسوسی و اطلاعاتی خود را ادامه داد.
وی در کتاب سپیده دم در ایران علاوه بر شرح رویدادها و عملیات و وظایفی که برعهده داشته‌است اطلاعات ارزشمندی دربارهٔ جنبه‌های مختلف زندگی عشایر مذکور به دست می‌دهد. افزون بر آن، با اشاره به دیدگاه‌ها و عملکرد افراد و گروه‌های سیاسی نسبت به طرفین درگیر جنگ ـ به ویژه آلمان ـ تصویری از اوضاع آن روز ایران فراهم می‌آورد. گفتنی است با خروج ایران از بی‌طرفی و اعلام جنگ از سوی دولت وقت ایران به آلمان، اکثر آلمانی‌های حاضر در ایران از جمله شولتس دستگیر و اسیر می‌شوند و بعد از خاتمه جنگ بسیاری از آنها از اسارت رهایی می‌یابند.